# Омский ипподром
Омский областной ипподром — один из старейших ипподромов России и старейший за Уралом. Позволяет проводить как скачки, так и бега. Расположен в городе Омске на своём первоначальном месте (Октябрьский административный округ, улица Панфилова, 1). Является федеральной собственностью.
Практически каждые выходные на ипподроме проводятся бега и скачки лошадей. Проходят также показательные выступления, катания детей, популярны розыгрыши больших призов, работает прокат лошадей и школа верховой езды. Действует казачий конно-спортивный клуб, насчитывающий 15-20 детей обоего пола, которые ежедневно приходят на ипподром, чтобы ухаживать за лошадьми, а также центр иппотерапии. Зимой на дорожке проводятся автогонки. Здесь работает сильная школа тренинга лошадей, позволяющая готовить качественных лошадей в не самых современных условиях. Спрос на омских лошадей есть в разных регионах России.
На Омском ипподроме работали такие специалисты конного спорта как Александр Попов, Михаил Коптин, Вильям Кейтон, Иван Рудаков, Николай Энс, Николай Луценко. В настоящее время мастера-наездники высокого класса — это Алексей Лабезный, Абильда Рахимов, Татьяна Пинчук.

## История

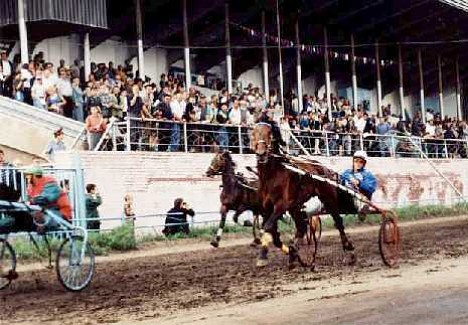
Заезд на омском ипподроме

Омск — единственный город в Сибири, где действует полноценный ипподром. Ипподром был обустроен в 1888 году.
Городская управа бесплатно выделила для него участок городского выгона, где был построен тёплый павильон для высоких чинов, павильон для хора и оркестра и крытые галереи для зрителей. На первых состязаниях большое внимание уделялось испытаниям лошадей местных пород. Владельцами лучших скаковых лошадей были купец I гильдии Миней Мариупольский, С. Ковлер, братья Липатниковы. До революции ипподром был спортивной организацией и цели разведения лошадей не преследовал. С введением тотализатора он стал также коммерческой организацией. На его территории проходили массовые гулянья, спортивные состязания, полёты аэропланов.
В 1909 году на ипподроме был сыгран первый футбольный матч в Омске, здесь проводились принципиальные игры, а в 1920 году состоялся первый международный матч: сборная города сыграла вничью 1:1 с австро-мадьярской сборной, составленной из пленных иностранцев, пребывающих в городе. В этом же году был проведён первый чемпионат Сибири по футболу.
В 1920—1930-х годах ипподром действовал с перерывами. В конце XX века под руководством директора Виктора Штукерта ипподром изменился: были построены трибуна, капитальный забор, красивые входные ворота и пр. Число зрителей значительно увеличилось.
В 2007 году совместно с городской детской больницей № 4 был открыт центр иппотерапии для лечения детей с церебральным параличом.
В июле 2014 года на Омском ипподроме прошёл Всероссийский конный фестиваль.

## Технические особенности
Конюшни вмещают до 100 лошадей. Ранее трибуны ипподрома были двухэтажными и вмещали большое количество зрителей, но в 2014 году вместительность трибун составляла всего 400 человек при 1,5-2 тыс. зрителей. Ипподром требует реконструкции в соответствии с современными требованиями: он должен иметь площадь не менее 30 гектаров, трибуну на 3-4 тыс. зрителей и длину беговой дорожки 1600 метров (сейчас она составляет русскую версту — 1067 метров). Однако из-за расположения в центре города расшириться ипподром практически не может; также не хватает финансов на строительство в другом месте. Тем не менее, планируется, что до 2025 года ипподром будет перенесён на новое место, а его территория будет застроена.